# 약양군
약양군(略陽郡)은 서진 초기에 세워진 중국의 옛 군이다.

## 서진
사마염이 오나라를 멸망시키기 이전인 태시연간에 천수군에서 분리되어 만들어졌다. 본래 진주의 속군이었지만 283년(서진 무제 태강 3년), 진주가 옹주에 통폐합되면서 옹주의 속군이 되었다. 그러나 287년(서진 무제 태강 7년), 진주가 복치되면서 진주의 속군으로 편입되었고, 남양왕 사마보가 진주 일대를 통치하면서 사마보의 통치하에 들어갔다. 본군에는 부홍의 집안과 수하들과 같은 많은 저족이 본군에 거주했다. 또한 후에 익주에서 성한을 건국하는 이특의 조상이 한중 전투이후 약양 북쪽에 거주했기 때문에 파저(巴氐)로 이해되기도 했다. 298년(진 혜제 원강 8년), 제만년의 반란으로 인해 관중지방이 황폐화되면서 약양군, 천수군등 관중 6군의 주민들이 고향을 떠나 한천으로 이주하기도 했다. 서진대 약양군은 4현 9,320호를 거느렸다.
| 현명   | 한자   | 대략적 위치                              | 비고                                                              |
| ------ | ------ | ---------------------------------------- | ----------------------------------------------------------------- |
| 임위현 | 臨渭縣 | 톈수이시 마이지구 사당진(社棠鎭)일대     | 훗날 전진을 세운 부건의 아버지 부홍이 태어났던 곳이다.            |
| 평양현 | 平襄縣 | 딩시시 퉁웨이현 동남 벽옥촌(碧玉村)일대. |                                                                   |
| 약양현 | 略陽縣 | 톈수이시 친안현 농성진(陇城镇)           |                                                                   |
| 청수현 | 清水縣 | 톈수이시 칭수이현 약간 서                | 후한말 무도군지역으로 이주했던 양씨(楊氏)계열 저족이 살던 곳이다. |

## 유송
진 안제 이후 진주가 한중에 교치되면서 한중 일대에서 교치되었다. 유송대의 약양군은 3현 1,359호 5,657명을 거느렸다.
| 현명   | 한자   | 민정   | 비고 |
| ------ | ------ | ------ | ---- |
| 약양현 | 略陽縣 | 령(令) |      |
| 임한현 | 臨漢縣 | 령(令) |      |
| 상규현 | 上邽縣 | 령(令) |      |

## 북위
진주의 속군으로 남았는데, 5현을 통치했다.
| 현명   | 한자   | 대략적 위치                            | 비고                                                              |
| ------ | ------ | -------------------------------------- | ----------------------------------------------------------------- |
| 안융현 | 安戎縣 | 톈수이시 칭수이현 신성향(新城鄕) 북서  | 전한대 천수군 융읍도가 있었던 곳이다. 현내에 동성(董城)이 있었다. |
| 면제현 | 綿諸縣 | 톈수이시 마이지구 사당진(社棠鎭)일대   | 현내에 유정(榆亭)이 있었다.                                       |
| 농성현 | 隴城縣 | 톈수이시 친안현 농성진(隴城鎭)         | 현내에 농성(隴城), 약양성(略陽城)이 있었다.                       |
| 청수현 | 清水縣 | 톈수이시 칭수이현 약간 서              |                                                                   |
| 아양현 | 阿陽縣 | 핑량시 징닝현 서남 이가천(李家川)일대? | 487년(북위 효문제 태화 11년), 폐지되었던 아양현이 복치되었다.     |